# Zona Antarctică Norvegiană
Țara Reginei Maud este traducerea românească a denumirii Dronning Mauds Land, numele oficial folosit de autoritățile norvegiene pentru partea Antarctidei revendicată de Norvegia pe data de 14 ianuarie 1939 ca teritoriu dependent al Norvegiei. Această revendicare, ca și celelalte din Antarctida, nu este unanim acceptată, și este supusă „Tratatului Antarctic” semnat la Washington, SUA în 1959.
Suprafața teritoriului este de cca. 2,5 milioane km², majoritatea fiind acoperită de gheața antarctică. Se află între un teritoriu revendicat de Marea Britanie la 20° V și teritoriul revendicat de Australia. Revendicarea norvegiană este recunoscută oficial de către Australia, Franța, Noua Zeelandă și Marea Britanie.
Teritoriul este numit după Maud de Wales, soția regelui Haakon al VII-lea al Norvegiei.
Primul care a vizitat regiunea, în 1930, a fost Hjalmar Riiser-Larsen, care a încercat să cartografieze Antarctida.

## Stațiile norvegiene
Norvegia are două stații de cercetare în Antarctida, ambele în Țara Reginei Maud:
- Troll, 72°00′07″S 2°32′02″E / 72.00194°S 2.53389°E
- Tor (stație de vară), 71°53′20″S 05°09′30″E / 71.88889°S 5.15833°E

## Stații de cercetare al altor țări
- SANAE IV "Vesles" (Africa de Sud), 71°24′S 2°31′V / 71.400°S 2.517°V Coasta Prințesei Martha
- Sarie Marais (Africa de Sud), 72°01′S 02°29′V / 72.017°S 2.483°V Coasta Prințesei Martha
- Stația Novolazarevskaya (Rusia), 70°28′S 11°30′E / 70.467°S 11.500°E Coasta Prințesei Astrid
- Stația Showa Station (Japonia), 69°00′25″S 39°35′01″E / 69.00694°S 39.58361°E Coasta Prințului Prince Harald
- Stația Dome Fuji Station (Japonia), 71°24′S 39°25′E / 71.400°S 39.417°E Coasta Prințului Harald
- Stația Mizuho (Japonia), 70°15′S 44°07′E / 70.250°S 44.117°E Coasta Prințului Olav
- Stația Neumayer, 70°39′S 08°15′V / 70.650°S 8.250°V Coasta Prințesei Martha
- Baza Prințesei Elisabeta (Belgia), 71°57′S 23°20′E / 71.950°S 23.333°E Coasta Prințesei Ragnhild (interior)
- Kohnen (stație de vară germană), 75°00′S 00°02′V / 75.000°S 0.033°V  Coasta Prințesei Martha (interior)
- SANAE E (stație de vară Sud Africană), 71°11′S 02°14′V / 71.183°S 2.233°V Coasta Prințesei Martha
- Stația Svea (stație de vară suedeză) 1987/1988, 74°21′S 11°08′V / 74.350°S 11.133°V Coasta Prințesei Astrid
- Baza Nordenskiöld, 73°03′S 13°25′V / 73.050°S 13.417°V Coasta Prințesei Astrid
  - Stația Wasa (stație de vară suedeză)
  - Stația Aboa (stație de vară finlandeză)
- Stația Asuka (stație japoneză fără echipaj) 71°19′S 24°05′V / 71.317°S 24.083°V Coasta Prințesei Ragnhild
- Maitri (India), 70°45′57″S 11°44′09″E / 70.76583°S 11.73583°E Oaza Schirmacher

| Stația                 | Tip      | Țara          | Din  | Regiunea                 | Arealul                | Coordonate                          | Înălțimea | Km de la coastă |
| ---------------------- | -------- | ------------- | ---- | ------------------------ | ---------------------- | ----------------------------------- | --------- | --------------- |
| SANAE IV "Vesles"      | tot anul | Africa de Sud | 1994 | Coasta Prințesei Martha  | Vesleskarvet           | 71°24′S 2°31′V / 71.400°S 2.517°V   | .         | 10              |
| Stația Neumayer        | tot anul | Germania      | 1992 | Coasta Prințesei Martha  | Golful Atka            | 70°39′S 08°15′V / 70.650°S 8.250°V  | .         | 8               |
| Baza Prințesa Elzabeta | tot anul | Belgia        | 2009 | Coasta Prințesa Ragnhild | Culmea Utsteinen Ridge | 71°57′S 23°20′E / 71.950°S 23.333°E | .         | 190             |